# I-League 2007-2008
L'I-League 2008-2009 è stata la prima edizione della I-League (con questa nuova denominazione), il campionato professionistico indiano di calcio per club, dalla sua istituzione nel 2007. Il torneo ha avuto inizio il 24 novembre 2007.

## Squadre
| Squadra            | Luogo                | Stadio                        |
| ------------------ | -------------------- | ----------------------------- |
| Air India          | Mumbai               | Cooperage Ground              |
| Churchill Brothers | Goa                  | Fatorda Stadium               |
| Dempo              | Goa                  | Fatorda Stadium               |
| East Bengal        | Kolkata, West Bengal | Salt Lake Stadium             |
| Goa                | Goa                  | Fatorda Stadium               |
| JCT                | New Delhi            | Ambedkar Stadium              |
| Mahindra Utd       | Mumbai               | Cooperage Ground              |
| Mohun Bagan        | Kolkata              | Salt Lake Stadium             |
| Salgaocar          | Goa                  | Fatorda Stadium               |
| Viva Kerala        | Kozhikode            | Municipal Corporation Stadium |

## Classifica
|                  | Pos. | Squadra            | Pt | G  | V  | N | P  | GF | GS | DR  |
| ---------------- | ---- | ------------------ | -- | -- | -- | - | -- | -- | -- | --- |
| India (bandiera) | 1.   | Dempo              | 36 | 18 | 10 | 6 | 2  | 35 | 13 | +22 |
|                  | 2.   | Churchill Brothers | 36 | 18 | 11 | 3 | 4  | 40 | 22 | +18 |
|                  | 3.   | JCT                | 33 | 18 | 9  | 6 | 3  | 31 | 14 | +17 |
|                  | 4.   | Mohun Bagan        | 30 | 18 | 8  | 6 | 4  | 22 | 17 | +5  |
|                  | 5.   | Mahindra Utd       | 28 | 18 | 7  | 7 | 4  | 24 | 18 | +6  |
|                  | 6.   | East Bengal        | 19 | 18 | 5  | 4 | 9  | 17 | 23 | -6  |
|                  | 7.   | Goa                | 19 | 18 | 4  | 7 | 7  | 14 | 24 | -10 |
|                  | 8.   | Air India          | 17 | 18 | 3  | 8 | 7  | 10 | 20 | -10 |
|                  | 9.   | Viva Kerala        | 12 | 18 | 3  | 3 | 12 | 13 | 38 | -25 |
|                  | 10.  | Salgaocar          | 11 | 18 | 1  | 8 | 9  | 20 | 37 | -17 |

Legenda:

      Campione I-League.

      Retrocessa in I-League 2nd Division.

      Società sciolta.